# 黎曼–希尔伯特问题
数学中，得名于伯恩哈德·黎曼和大卫·希尔伯特的黎曼–希尔伯特问题是在复平面研究微分方程时出现的一类问题。马克·克林、Israel Gohberg等人提出了这种问题的存在性定理（见Clancey & Gohberg (1981)）。

## 黎曼问题
设{\displaystyle \Sigma }为复平面中的简单闭合轮廓，将复平面分为{\displaystyle \Sigma _{+}}（内侧）与{\displaystyle \Sigma _{-}}（外侧）两部分，分别用轮廓相对于点的卷绕数决定。黎曼的博士论文（参Pandey (1996)）考虑的经典问题是寻找函数
{\displaystyle M_{+}(z)=u(z)+iv(z)}
在{\displaystyle \Sigma _{+}}解析，这样M+沿{\displaystyle \Sigma }的边界值满足方程
{\displaystyle a(z)u(z)-b(z)v(z)=c(z)}
{\displaystyle \forall z\in \Sigma }，其中a、b、c为给定的实值函数(Bitsadze 2001)。
据黎曼映射定理，只需考虑{\displaystyle \Sigma }是单位圆的状况即可(Pandey 1996，§2.2)。这时可以寻找M+(z)及其施瓦兹反射：
{\displaystyle M_{-}(z)={\overline {M_{+}\left({\bar {z}}^{-1}\right)}}.}
在单位圆Σ上，有{\displaystyle z=1/{\bar {z}}}，因此
{\displaystyle M_{-}(z)={\overline {M_{+}(z)}},\quad z\in \Sigma .}
于是问题简化为找到一对分别在单位圆内外解析的函数M+(z) and M−(z)，所以在单位圆上
{\displaystyle {\frac {a(z)+ib(z)}{2}}M_{+}(z)+{\frac {a(z)-ib(z)}{2}}M_{-}(z)=c(z),}
且无穷远处的条件成立：
{\displaystyle \lim _{z\to \infty }M_{-}(z)={\overline {{M}_{+}(0)}}.}

## 希尔伯特问题
希尔伯特的推广：试找到分别在曲线Σ内外侧解析的M+与M−，使在{\displaystyle \Sigma }上有
{\displaystyle \alpha (z)M_{+}(z)+\beta (z)M_{-}(z)=c(z)}
其中α、β、c是任意给定的复值函数（不再只是复共轭函数）。

## 黎曼–希尔伯特问题
黎曼问题和希尔伯特推广中，轮廓{\displaystyle \Sigma }都是简单的。完整的黎曼–希尔伯特问题允许轮廓由多条不相交的定向光滑曲线的联合构成，其+、−侧可根据点相对于轮廓的卷绕数确定。黎曼–希尔伯特问题试图在+、−侧分别找到解析的函数M+、M−，且满足方程
{\displaystyle \alpha (z)M_{+}(z)+\beta (z)M_{-}(z)=c(z)}
{\displaystyle \forall z\in \Sigma .}

## 推广：矩阵分解问题
给定有向“轮廓”Σ（严格来说：复平面内没有无穷多自交点的平滑曲线的有向联合），黎曼–希尔伯特分解问题如下：
给定定义在轮廓Σ上的矩阵函数V，求定义在Σ之补上的全纯矩阵函数M，且要满足两个条件：
1. 若M+、M−表示M在接近Σ时的非切向极限，则在Σ的所有非交点上有M+ = M−V。
2. z沿Σ之外的任何方向趋向无穷大时，M趋向于单位矩阵。

最简单的情况下，V光滑可积。较复杂的情形下，其可能存在奇异点。极限M+、M−可以是经典、连续的，也可以是L2意义上的。
在轮廓Σ的端点或交点，跳跃条件没有定义，必须对附近M的增长加以限制，以确保唯一性（下详）。

## 在可积性理论中的应用
黎曼–希尔伯特问题可用于几类相关问题。
A. 可积模型：与线上1+1维偏微分方程的柯西问题或周期问题或初边值问题（Fokas (2002)）相关的逆散射问题或逆谱问题，都可视作是黎曼–希尔伯特问题。同样，潘勒韦解的逆单值性问题也可视作是黎曼–希尔伯特问题。
B. 正交多项式、随机矩阵：给定轮廓上的权重，可通过黎曼–希尔伯特分解，计算出相应的正交多项式（Fokas, Its & Kitaev (1992)）。另外，若干经典问题中随机矩阵特征值的分布也可简化为设计正交多项式的计算（如Deift (2000)）。
C. 组合概率：最著名的例子是Baik, Deift & Johansson (1999)关于随机排列最长递增子序列长度分布的定理。它与上述B.研究一起，是对所谓“可积概率”的严格研究之一。不过，可积理论与各种经典随机矩阵集合之间的联系可追溯到Dyson的研究（如Dyson (1976)）。
D. 与唐纳森-托马斯理论的联系：Bridgeland (2019)的工作研究了一类来自唐纳森-托马斯理论的黎曼-希尔伯特问题，并将其与格罗莫夫-威滕理论与精确WKB联系起来。
黎曼-希尔伯特问题的数值分析为数值求解可积偏微分方程提供了有效途径，参Trogdon & Olver (2016)。

### 用于渐进
黎曼–希尔伯特分解问题可用于提取上述3个问题的渐进值（如当时间趋向无穷大，或分散系数趋向0，或多项式次数趋向无穷大，或置换的大小趋向无穷大）。有一种提取黎曼–希尔伯特问题解的渐进行为的方法，类似于适于指数积分的稳相近似法和最速下降法。
通过与经典渐近方法类比，可将无法明确求解的黎曼–希尔伯特问题“变形”为可以明确求解的问题。所谓稳相“非线性”法由Deift & Zhou (1993)提出，推广了Its (1982)、Manakov (1974)以前的想法，并使用了Beals & Coifman (1984)、Zhou (1989)的技术背景结果。Deift–Zhou分析的关键要素是轮廓上奇异积分的渐进分析。相关核是标准柯西核（见Gakhov (2001)；另参下文的标量示例）。
稳相非线性法的重要扩展是Deift, Venakides & Zhou (1997)引入的所谓有限间隙g函数变换，这在大多数应用中都至关重要。这是受Lax、Levermore、Venakides的工作启发，他们将KdV方程的小分散极限分析简化为某外部场下对数势最大化问题的分析：“静电”类型的变分问题（参Lax & Levermore (1983)）。g函数是最大化“均势”度量的对数变换。事实上，对KdV方程的小分散极限分析，为“实”正交多项式（即在实线上定义了正交条件）和厄米随机矩阵相关的大部分工作提供了分析基础。
到目前为止，该理论最复杂的扩展可能是Kamvissis, McLaughlin & Miller (2003)对“非自交”情形的应用，即当基本Lax算子（Lax 对的第一个分量）不自交时。那时，需要定义和计算实际的“最速下降轮廓”。相应的变分问题是最值问题：寻找能使“均势”度量最小的轮廓。Kamvissis & Rakhmanov (2005)对这变分问题进行了研究，并证明了在外部场的某些条件下存在规则解；产生的轮廓是“S形曲线”，1980年代由Herbert R. Stahl、Andrei A. Gonchar、Evguenii A Rakhmanov定义并研究。
McLaughlin & Miller (2006)提供了黎曼–希尔伯特分解问题的另一种渐进分析法。在跳跃矩阵没有解析扩展时尤其方便。他们的方法基于对Dbar问题的分析，而非对轮廓上奇异积分的渐进分析。Varzugin (1996)提出了另一种处理非解析推广的跳跃矩阵的方法。
该理论的另一种推广见于Kamvissis & Teschl (2012)，黎曼–希尔伯特问题的基础空间是紧超椭黎曼曲面。根据黎曼-罗赫定理，正确的分解问题不再是全纯的，而是亚纯的。相关的奇异核也不是通常的柯西核，而是涉及曲面自然定义的亚纯微分的更一般的核（参Kamvissis & Teschl (2012)附录）。黎曼–希尔伯特问题变形理论适于无限周期户田晶格在“短程”扰动（如有限多粒子的扰动）下的稳定性问题。
文献中研究的黎曼–希尔伯特分解问题大多是2维的，即未知矩阵的维数为2。Arno Kuijlaars及同事研究了更高维的情形，参Kuijlaars & López (2015)。

## 例子：标量黎曼–希尔伯特分解问题
设V = 2，Σ是z = −1到z = 1的轮廓。设M有界，则M的解为？
要解该问题，我们先取方程{\displaystyle M_{+}=M_{-}V}的对数：
{\displaystyle \log M_{+}(z)=\log M_{-}(z)+\log 2.}
由于{\displaystyle M\to 1\Rightarrow \lim _{z\to \infty }\log M\to 0}。
关于柯西变换的一个标准事实是{\displaystyle C_{+}-C_{-}=I}，当中{\displaystyle C_{+},C_{-}}是柯西变换在Σ上下的极限，于是有
{\displaystyle {\frac {1}{2\pi i}}\int _{\Sigma _{+}}{\frac {\log 2}{\zeta -z}}\,d\zeta -{\frac {1}{2\pi i}}\int _{\Sigma _{-}}{\frac {\log {2}}{\zeta -z}}\,d\zeta =\log 2{\text{ when }}z\in \Sigma .}
由于黎曼–希尔伯特分解问题的M的解唯一（刘维尔定理的应用），可用索霍茨基-魏尔斯特拉斯定理得到解。
{\displaystyle \log M={\frac {1}{2\pi i}}\int _{\Sigma }{\frac {\log {2}}{\zeta -z}}d\zeta ={\frac {\log 2}{2\pi i}}\int _{-1-z}^{1-z}{\frac {1}{\zeta }}d\zeta ={\frac {\log 2}{2\pi i}}\log {\frac {z-1}{z+1}},}
即
{\displaystyle M(z)=\left({\frac {z-1}{z+1}}\right)^{\frac {\log {2}}{2\pi i}}}
其在轮廓{\displaystyle \Sigma }处有1个分支。
检验：
{\displaystyle {\begin{aligned}M_{+}(0)&=(e^{i\pi })^{\frac {\log 2}{2\pi i}}=e^{\frac {\log 2}{2}}\\M_{-}(0)&=(e^{-i\pi })^{\frac {\log 2}{2\pi i}}=e^{-{\frac {\log 2}{2}}}\end{aligned}}}
于是，
{\displaystyle M_{+}(0)=M_{-}(0)e^{\log {2}}=M_{-}(0)2.}
注意1：若问题不是标量，就不能轻易取对数。一般来说显式解非常罕见。
注意2：M在特殊点{\displaystyle \pm 1}附近的有界性（或至少是增长的限制）至关重要，否则任何
{\displaystyle M(z)=\left({\frac {z-1}{z+1}}\right)^{\frac {\log {2}}{2\pi i}}+{\frac {a}{z-1}}+{\frac {b}{z+1}}}
形式的函数也是解。一般来说，需要在特殊点（跳跃轮廓的端点或交点）上设置增长约束，以确保问题适定。